# Суласручей
Суласручей — ручей в России, протекает по территории Онежского района Архангельской области. Длина ручья — 18 км, площадь водосборного бассейна — 94,9 км².
Ручей берёт начало из Перингозера на высоте 69,8 над уровнем моря.
От истока до Суласозера ручей сначала течёт в южном направлении, затем — преимущественно в северо-западном направлении по заболоченной местности.
Ручей в общей сложности имеет пять притоков (длиной менее 10 км) суммарной длиной 8,0 км, а также два крупных притока: Аглинручей и Каватручей.
Втекает (вместе с Хендручьём) на высоте 35,4 м над уровнем моря в реку Левешку, которая, в свою очередь, впадает в Кушереку, впадающую в Онежскую губу Белого моря (Поморский берег).
Населённые пункты на ручье отсутствуют.
Код объекта в государственном водном реестре — 03010000212202000007626.